# Salomon Eberhard Henschen

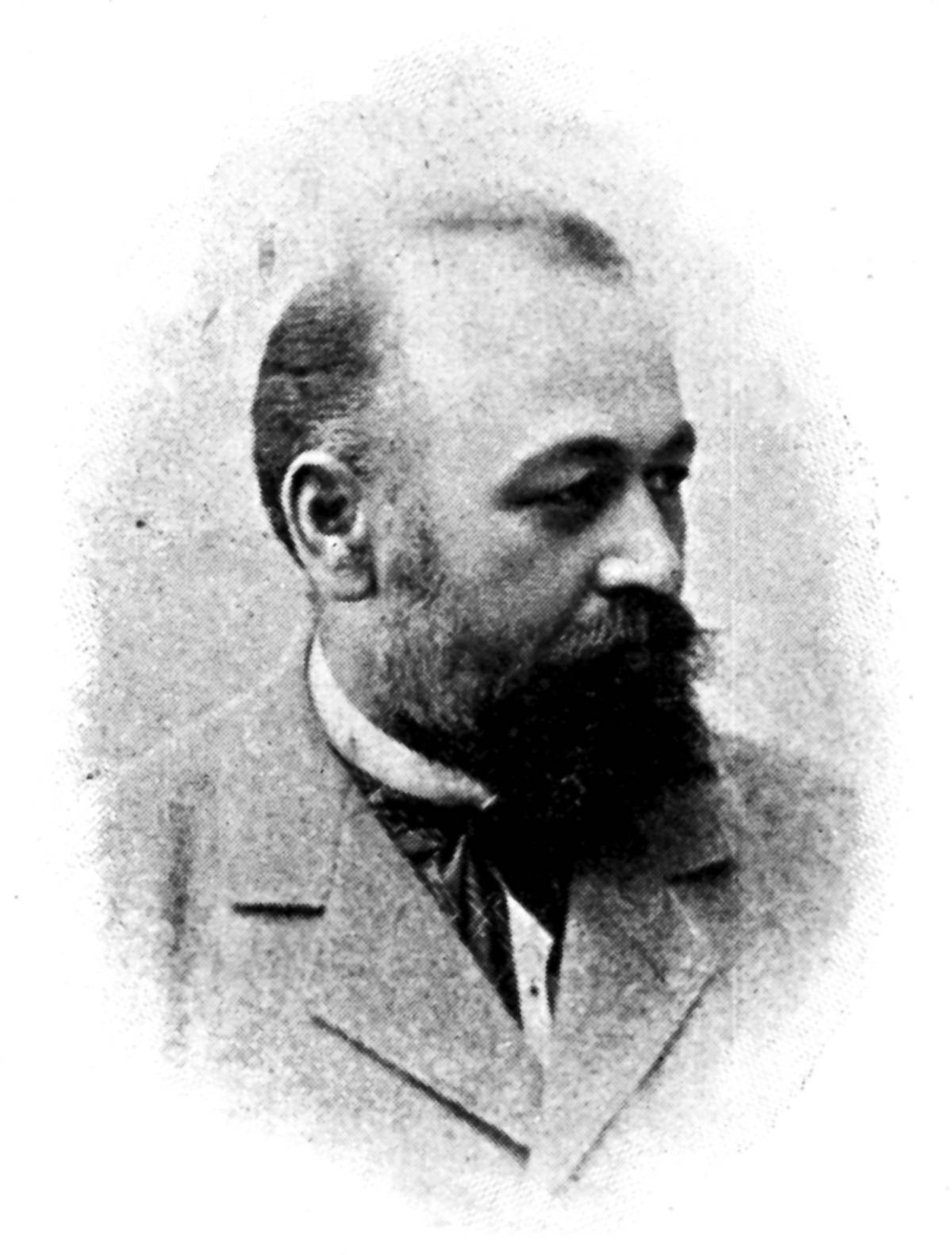
Salomon E. Henschen, um 1901

Salomon Eberhard Henschen (* 28. Februar 1847 in Uppsala; † 16. Dezember 1930 in Stockholm) war ein schwedischer Arzt und Internist mit vielseitigen Interessen und Arbeitsfeldern. Er zählt zu den hervorragenden schwedischen Medizinern seiner Zeit.

## Leben
Seine Eltern waren der schwedische Reichstagsabgeordnete Lars Vilhelm Henschen (1805–1885) und Augusta, geb. Munck af Rosenschöld (1806–1856).
Henschen studierte zunächst ab 1862 Medizin in Uppsala, wandte sich dann der Botanik zu und arbeitete in diesem Fach von 1867 bis 1969 in Brasilien. Danach setzte er das zuvor unterbrochene Medizinstudium in Uppsala fort. Zunächst 1874 nach Stockholm übergesiedelt, ging er 1877 nach Leipzig, um sich dort internistisch und in der Mikroskopie weiterzubilden. Nach Schweden 1878 zurückgekehrt, praktizierte er im Sommer im Badeort Ronneby und arbeitete im Winter im Pathologischen Institut der Universität Uppsala. 1882 wurde er zum Professor und Chef der Inneren Klinik in Uppsala ernannt. Von 1900 bis zu seiner Emeritierung 1912 war er als Internist am Karolinska-Institut in Stockholm tätig. Besonderes Interesse widmete er den Erkrankungen des Nervensystems, über die er vielfach publizierte, darunter das acht Bände umfassende Werk Klinische und anatomische Beiträge zur Pathologie des Gehirns. Henschen gilt auch als Erstbeschreiber der Dyskalkulie.
Im März 1923 war er internistischer Konsiliarius an Lenins Krankenbett. Er führte u. a. mit seinem Sohn, Professor Folke Henschen (1881–1977), die Autopsie von Lenins Gehirn durch. Heute ist Henschen vor allem noch bekannt als Erstbeschreiber der ausdauerbedingten Herzvergrößerung, des Sportlherzens. Das hatte er erstmals (perkutorisch) an finnischen Skilangläufern festgestellt und 1899 beschrieben.
Henschen wurde vielfach geehrt. Er war Mitglied der Königlich Schwedischen Akademie der Wissenschaften seit 1897, der Königlichen Wissenschafts- und Literaturgesellschaft in Göteborg seit 1906 und Ehrenmitglied mehrerer ausländischer Fachgesellschaften. Er erhielt das Ehrendoktorat der Universitäten Uppsala (1900), Halle (1920) und Padua (1922).

### Familie
Er heiratete 1879 Gerda Helena Maria Sandell (1852–1907). 1910 heiratete er Maria Augusta Pikulell (1877–1965). Der ersten Ehe entstammten ein Sohn und vier Töchter:
1. Folke Henschen, Professor (1881–1977) ⚭I. 1909, Scheidung 1933 Signe Thiel (1885–1969), ⚭II. 1933 Irmgard Eva Katarina Leux (1895–1987)
2. Astrid Henschen (1883–1976) ⚭ 1907 Graf Vilhelm Archibald Douglas (1883–1960), Urgroßeltern von Herzogin Sophie in Bayern (1967), Erbprinzessin von Liechtenstein
3. Dagny Henschen (1885–1960) ⚭I. 1910, Scheidung 1929 Johan Vilhelm Nyman (1878–1936), ⚭II. 1934, Scheidung 1938 Ivar Olav Harrie (1899–1973)
4. Ingrid Henschen (1887–1890)
5. Ingegärd Henschen (1890–1986) ⚭I. 1913, Scheidung 1921 Johan Henrik Cornell (1890–1981), ⚭II. 1922 Sven Ingvar Olsson Ingvar (1889–1947)[5]